# Sinfonia n.º 1 (Beethoven)

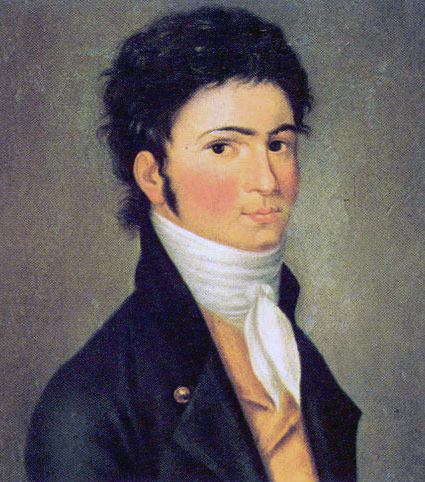
Beethoven em 2010, pintura por Carl Traugott Riedel).

A Sinfonia n.° 1, Em Dó Maior, Op. 21 é a primeira das nove sinfonias de Ludwig van Beethoven. Foi composta em Viena entre os anos 1799 e 1800 e foi dedicada ao barão Van Swieten, melómano e amigo de Wolfgang Amadeus Mozart.

## Instrumentação
Foi escrita para uma orquestra formada por cordas, duas flautas, dois oboés, dois clarinetes em dó, dois fagotes, duas trompas em dó e fá, dois trompetes em dó tímpanos.

## Estreia
Estreou a 2 de Abril de 1800 em Viena no Burgtheater. A obra foi criticada devido ao seu aspecto inovador: a abertura começava com a tonalidade principal, numerosas modulações, terceiro movimento (falsamente titulado Menuetto) demasiado rápido, etc., apesar de possuir uma estrutura clássica. O musicólogo inglês Donald Tovey chamou essa obra de "uma comédia de costumes".

## Movimentos
Possui quatro movimentos e a sua execução normalmente dura um pouco menos de meia hora:
- Adagio molto. Allegro con brio
- Andante cantabile- con moto
- Menuetto – Allegro molto e vivace
- Finale – Adagio, allegro molto e vivace

### Audição
- Interpretação da Sinfonía n.º 1 de Beethoven pela orquestra de Filadélfia

### Partituras
- Partitura completa da Sinfonía n.º 1 de Beethoven